# Brush Fork
 (mars 2025).
Brush Fork est une census-designated place située dans le comté de Mercer, dans l’État de Virginie-Occidentale, aux États-Unis. Lors du recensement de 2020, elle comptait 1 065 habitants.